# Alexandre Georges
Alexandre Georges (ur. 25 lutego 1850 w Arras, zm. 18 stycznia 1938 tamże) – francuski kompozytor i organista.

## Życiorys
Uczęszczał do założonej przez Louisa Niedermeyera École de musique classique et religieuse, gdzie później uczył gry na fortepianie, harmonii i kontrapunktu. Grywał jako organista w licznych paryskich kościołach, od 1899 roku był organistą kościoła Saint Vincent de Paul. Skomponował opery Le Printemps (wyst. Paryż 1888), Poèmes d’amour (wyst. Paryż 1892), Charlotte Corday (wyst. Paryż 1901), Miarka (wyst. Paryż 1905), Myrrha (wyst. Paryż 1909) i Sangre y sol (wyst. Nicea 1912), ponadto był autorem oratoriów Notre Dame de Lourdes, Balthazar, Chemin de Croix, poematów symfonicznych Léila, La Naissance de Venus, Le Paradis perdu oraz utworów kameralnych na nietypowe zestawy instrumentów, m.in. À la Kasbah na flet i klarnet oraz Kosaks na skrzypce i klarnet.